# Sonata per a violí núm. 6 (Beethoven)
La Sonata per a violí núm. 6, en la major, és la primera de les tres Sonates per a violí op. 30 de Ludwig van Beethoven. Va ser composta entre 1801 i 1802. Està dedicada al tsar Alexandre I de Rússia. Les tres sonates, la Núm. 6 la major, la Núm. 7 en do menor i la Núm. 8 sol major, van ser publicades el 1803 per Bureau des Arts et d'Industrie a Viena.

## Anàlisi musical
Consta de 3 moviments:
1. Allegro
2. Adagio molto espressivo
3. Allegretto con variazioni